# 黄钟鸣
黄钟鸣（1982年4月8日—），广东广州人，中国男子赛艇运动员。他曾代表中国参加2006年世界赛艇锦标赛，获得男子轻量级四人单桨无舵手金牌。他也曾参加2008年夏季奥林匹克运动会。